# 卡梅諾市鎮

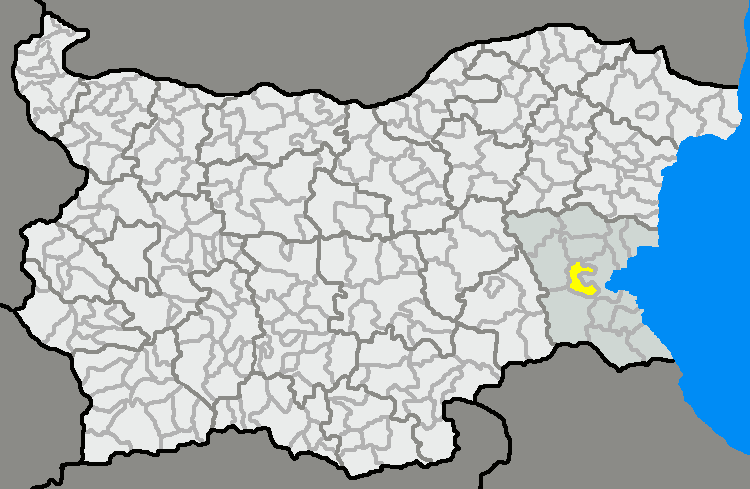

卡梅諾市，是保加利亞的城鎮，位於該國東南部，由布爾加斯州負責管轄，首府設於卡梅諾，面積354.95平方公里，2011年人口10,393，人口密度每平方公里29人。